# 2814
2814 (стилізовано повноширно як ２８１４) ー британський колаборативний ембієнтовий і вейпорвейвний проект електронних музикантів Telepath テレパシー能力者 (стилізовано як "t e l e p a t h") та HKE (абревіатура монікеру "Hong Kong Express", під яким раніше працював музикант). Найвідомішим альбомом гурту є Atarashii Hi no Tanjō (新しい日の誕生, "Народження нового дня"), який описано в   часописові Rolling Stone, як "нічний круїз по шосе кібер-майбутньої мрії."

## Історія
2814 дебютував у 2014 році з альбом під назвою 2814 на музичному інтернетовому лейблі Ailanthus Recordings. Наступним альбомом гурту став Atarashii Hi no Tanjō, який видано у цифровому вигляді і обмеженим накладом компакт-дисків на власному лейблі HKE на початку 2015 року, Dream Catalogue. У кінці 2015 року, на сайті Indiegogo, створили кравдфандиґову кампанію для випущення альбому на віниловій платівці. У загалі альбом зібрав £6,432, що склало 161% від своєї мети. Проект випустив свій третій альбом, Rain Temple, у 2016 році.

## Вплив
Проект описав свою роботу, як акцентуваггя на сюреалістичні риси вейпорвейву, ніж радше на естетику 1980-х або 1990-х років. В інтерв'ю "Rolling Stone", HKE, під час опису Народження нового дня, сказав, "Ми хотіли показати, як увесь вейпорвейвний настрій можна створити з оригінальної музики, аніж покладатися на семпли з музаку та кітч-попу, які всі інші використовують роками..." Їх наступний альбом, Rain Temple, HKE описав як "інтенсивний, драматичний і кінематографічний", та який містить елементи духовності.

## Сприйняття
Станом на 2015 рік, альбому гурту часто потрапляли на сторінку "найпродаваніших" альбомів на Bandcamp.

## Дискографія

### Студійні альбоми
| Назва                                  | Дод. інформація                                              |
| -------------------------------------- | ------------------------------------------------------------ |
| ２８１４                               | - Видано: 25 жовтня, 2014 року - Лейбл: Ailanthus Recordings |
| 新しい日の誕生 (Народження нового дня) | - Видано: 21 січня, 2015 року - Лейбл: Dream Catalogue       |
| Rain Temple                            | - Видано: 26 липня, 2016 року - Лейбл: Dream Catalogue       |
| Lost Fragments                         | - Видано: 45 липня, 2019 - Лейбл: Dream Catalogue            |

### Мініальбоми
| Назва            | Дод. інформація                              |
| ---------------- | -------------------------------------------- |
| Pillar / New Sun | - Видано: у лютому 2018 року - Лейбл: Arcola |

## Зовнішні лінки
- Офіційний сайт